# Delbó László
Delbó László (Győr, 1945 december 9. – 2011) magyar táncművész.

## Élete
Táncosként a győri Kisfaludy Színház tagja volt. volt. Delbó Balázs „a hajdani Győri Kisfaludy Színház kitűnő táncosának Delbó Lászlónak a fia.”
1973-ban a Hawaii rózsája operettben nyújtott alakítását így jellemezté a kritika: „Kiemelkedett még az előadásból Delbó László, Sam Boy jazztáncos szerepében, tánctudásával.”

## Színházi szerepei
A Színházi adattárban regisztrált bemutatóinak száma: 3.
| - Hubay–Ránki–Vas: Egy szerelem három éjszakája (Fiatal katona) - Schanzer–Wellisch~Kálmán~Szenes: Ördöglovas (Woyna főhadnagy) | - Martos–Bródy–Jacobi: Sybill (Szárnysegéd) - Ábrahám–Grünwald–Löhner-Beda–Földes–Harmath: Hawaii rózsája (Sam Boy) |